# Копылов, Василий Евлампиевич
Василий Евлампиевич Копылов (25 сентября 1932 год, село Дубровка, Почепский район, Брянская область — 2003 год) — механизатор совхоза «Заречный» Есильского района Целиноградской области, Казахская ССР. Герой Социалистического Труда (1981).

## Биография
Родился в 1932 году в крестьянской семье в селе Дубровка Почепского района Брянской области.
В 1946 году получил начальное образование. В 1949 году окончил ремесленное училище № 1 в Бежице. С 1949 года — кузнец в инструментально-штамповом цехе Брянского машиностроительного завода. С 1951 года — кузнец Конного парка строительного треста № 15.
В 1952 году призван на срочную службу в Советскую Армию. После армии поступил на учёбу в училище механизации сельского хозяйства № 14 в Почепе, которое окончил в 1956 году.
По комсомольской путёвке отправился на освоение целины в Казахстан, где с 1956 года трудился механизатором в совхозе «Заречный» Есильского района.
Ежегодно перевыполнял план и свои личные социалистические обязательства. Указом Президиума Верховного Совета СССР от 19 февраля 1981 года за выдающиеся успехи, достигнутые в выполнении планов и социалистических обязательств по продаже государству в 1980 году миллиарда пудов зерна и перевыполнении десятой пятилетки по производству и закупкам хлеба и других сельхозпродуктов удостоен звания Героя Социалистического Труда с вручением ордена Ленина и золотой медали «Серп и Молот».
Скончался в 2003 году.

## Награды
- Герой Социалистического Труда — указом Президиума Верховного Совета СССР от 19 февраля 1981 года
- Орден Ленина
- Орден Трудового Красного Знамени (1967)